# Nördliche Zwergmaus
| 1 | · | 0 | · | 0 | · | 3 | = 16 |

Die Nördliche Zwergmaus (Baiomys taylori) ist das kleinste Nagetier Nordamerikas. Sie bildet zusammen mit der Südlichen Zwergmaus die Gattung der Amerikanischen Zwergmäuse innerhalb der Familie der Wühler (Cricetidae).

## Merkmale
Die Nördliche Zwergmaus ist mit einer Gesamtlänge von 87 bis 123 mm, einer Schwanzlänge von 34 bis 53 mm (Länge aller Schwanzwirbel) und einem Gewicht von 6 bis 9,5 g etwas kleiner als ihre Schwesterart. Sie besitzt 12 bis 15 mm lange Hinterfüße und 9 bis 12 mm lange Ohren. Im Bergland lebende Exemplare sind allgemein größer als Bewohner des Flachlandes. Das Fell erwachsener Tiere ist oberseits rotbraun, grau oder schwarz, während die Unterseite mit weißem, cremefarbenem oder hellgrauem Fell bedeckt ist. Das erste Fell der Jungtiere ist oberseits immer grau und unterseits etwas heller. Der Fellwechsel findet 60 bis 74 Tage nach der Geburt statt.

## Verbreitung
Das Verbreitungsgebiet der Art reicht von den US-amerikanischen Bundesstaaten Texas, Oklahoma, New Mexico und Arizona bis zu den zentral-mexikanischen Bundesstaaten Puebla und Veracruz.  Die Nördliche Zwergmaus hält sich im Flachland und in Gebirgen bis 2.400 Meter Höhe auf. Als Habitat dienen verschiedene halbtrockene bis trockene Landschaften, wie Laubwälder mit Eichen und Hickory (Carya), Mischwälder, Savannen mit vereinzelten Eichen, Biotope mit Gräsern und Kaktusfeigen (Opuntia ficus-indica), Halbwüsten mit Buschbestand, küstennahe Prärien oder typische Prärien. Die Nördliche Zwergmaus benötigt einen dichten bodennahen Bewuchs. Sie kann sich ohne größere Probleme an kultivierte Gebiete anpassen.

## Lebensweise
Dieses Nagetier ist dämmerungsaktiv. Es hält keinen Winterschlaf, kann jedoch bei kaltem Wetter in einen Starre-Zustand (Torpor) fallen. Wenn vorhanden besteht die Nahrung hauptsächlich aus Trieben und Früchten der Kaktusfeige. Weiterhin frisst die Nördliche Zwergmaus Blätter und Samen von Gräsern, Bohnen von Pflanzen der Gattung Prosopis, Beeren und andere Pflanzenteile. Die Nahrung wird mit Insekten, Schnecken oder winzigen Schlangen (z. B. Texas-Schlankblindschlange oder Tropidoclonion lineatum) komplettiert.
Die Nördliche Zwergmaus baut ein kugelförmiges Nest aus Gras und anderen Pflanzenfasern, das unter Gegenständen oder in dichten Grasballen versteckt wird. Laut einer Abhandlung von 1974 legt sie möglicherweise unterirdische Baue an. Die Reviere verschiedener Exemplare überlappen sich. Laut zwei Studien von 1949 bzw. 1983 wird die Art von der Stachligen Baumwollratte (Sigmodon hispidus) aus dem Revier gedrängt. Eine andere Studie von 1985 konnte diese These nicht bestätigen. Im Labor war die Zwergmaus eher gegenüber der Gelblichen Erntemaus (Reithrodontomys fulvescens) aggressiv. Die Nördliche Zwergmaus wird vorwiegend von Klapperschlangen, anderen Schlangen und Eulen gejagt. Sie fällt vermutlich mehreren anderen Beutegreifern zum Opfer.
Bei Weibchen kommen über das ganze Jahr verteilt mehrere Würfe vor. Nach 20 bis 23 Tagen Trächtigkeit werden ein bis fünf Nachkommen pro Wurf geboren. Diese sind anfänglich blind und nackt mit rosa Haut. Die Jungtiere werden ab dem ersten Tag dunkler, öffnen die Augen nach 12 bis 15 Tagen und saugen 17 bis 24 Tage. Weibchen erreichen die Geschlechtsreife meist nach 60 bis 90 Tagen, während Männchen nach 70 bis 80 Tagen fortpflanzungsfähig sind. Die meisten Exemplare leben nicht länger als ein halbes Jahr (23 Wochen). Die älteste bekannte Nördliche Zwergmaus erreichte ein Alter von 2,5 Jahren.

## Status
Für die Art liegen keine nennenswerten Gefahren vor. Sie ist weit verbreitet und zahlreich. Die IUCN listet die Nördliche Zwergmaus als nicht gefährdet (Least Concern).

## Belege
1. 1 2 3 4 5 6  B.D. Eshelman & G.N. Cameron (1987): Baiomys taylori. In: Mammalian Species, Nr. 285, S. 1–7
2. ↑  Don E. Wilson, DeeAnn M. Reeder (Hrsg.): Mammal Species of the World. A taxonomic and geographic Reference. 3. Auflage. 2 Bände. Johns Hopkins University Press, Baltimore MD 2005, ISBN 0-8018-8221-4 (englisch, Baiomys).
3. 1 2 3 4 5  Baiomys taylori in der Roten Liste gefährdeter Arten der IUCN 2016. Eingestellt von: Timm, R., Álvarez-Castañeda, S.T., Castro-Arellano, I. & Lacher, T., 2016. Abgerufen am 29. Oktober 2017.